# 陳淳 (畫家)

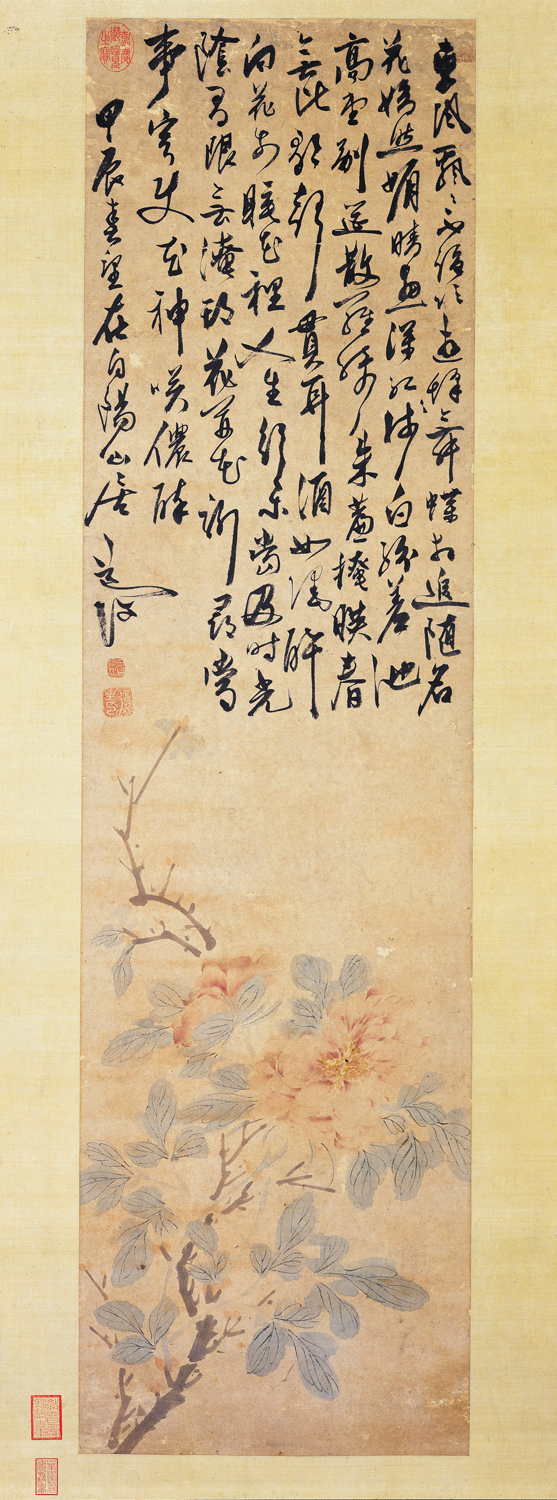
陳淳《畫牡丹》，作於嘉靖二十三年（1544年），現藏於台北國立故宮博物院

陳淳（1482年—1544年），字道復，後以字為名，更字復父，號白陽山人，南直隸蘇州府長洲縣人，明朝畫家。

## 生平
陳璚之孫，陳鑰之子。原是文徵明弟子，後不拘師法，自成一格，擅長寫意花卉。中年好作山水，師法米友仁、高克恭，提材多為江南風景。陳淳的畫風屬於文人雋雅一派，稱為“白陽”派畫家。與徐渭並稱為“白陽、青藤”。

## 作品
- 《重陽風雨圖》，藏於台灣台北故宮博物院
- 《江流澄碧圖》，藏於台灣台北故宮博物院
- 《崑璧圖》，藏於台灣台北故宮博物院
- 《桐下鼓琴圖》，藏於台灣台北故宮博物院
- 《五鹿圖》，藏於台灣台北故宮博物院